# Mittelland – Die Legende der Elfen
Mittelland – Die Legende der Elfen (engl. Titel: Shadow of the Elves) ist eine deutsch-englische Zeichentrickserie der BAF Berlin Animation Film. Die Serie handelt von einer Gruppe Elfen, welche versuchen, ihr Land vor den bösartigen Kobolden zu verteidigen.

## Handlung
Die Elfen leben in einem Blumenparadies, betrachtet aus der Perspektive dieser mikroskopischen Wesen. Sie sind dafür zuständig, die Idylle aufrechtzuerhalten, indem sie die Pflanzen pflegen und die Natur hüten. Dabei nehmen sie auch die Hilfe von Insekten und Tieren in Anspruch, die meist größer sind als sie selbst. Ihr Elfendorf wird von dem Zauber der Salmacis, ihrem Schutzgeist, behütet, die in ihrem heiligen Teich wohnt. Jedoch wird die Ruhe des Landes bald gestört, als sich eine Gruppe von Kobolden auf den Weg macht, das Mittelland zu erobern. Sie werden von ihrem Befehlshaber Lord Kann geführt, der keine Gnade kennt. Oberst Daiman, Anführer der Kriegstruppen, ist ein junger Krieger, in den sich später die Protagonistin Thalia verliebt. Auch Daiman scheint Gefühle für sie zu hegen. Heimlich treffen sich Thalia und Daiman mehrmals, um über den Krieg zu diskutieren, jedoch auch, um sich näher zu kommen. Es entfacht ein langer Krieg, den Thalia mit ihren Freunden unbedingt beenden will.

## Charaktere

### Elfen
Thalia ist eine Elfe mit starkem Charakter und Selbstbewusstsein. Gemeinsam mit ihren Freunden will sie zwischen den Kobolden und Elfen vermitteln und versuchen, Frieden zu stiften. Sie verliebt sich mit der Zeit in Daiman, mit dem sie sich später heimlich trifft. Sie wird von allen im Dorf gemocht (mit Ausnahme von Phaedon) und ist für viele ein Vorbild. Wenn jemand in Schwierigkeiten steckt, ist sie gleich zur Stelle.
Atticus ist der General der Elfenwächter, ein Ratsmitglied der Elfen und Thalias Vater. Zusammen mit seinen Männern versucht er alles, um das Dorf vor Eindringlingen zu bewachen.
Rowan ist Thalias kleiner Bruder. Er macht gerne Schießübungen mit Pfeil und Bogen und würde liebend gerne zu der Garde seines Vaters gehören. In Daiman findet er einen guten Freund, der Rowan Tipps zum Bogenschießen gibt. Später macht er eine Aufnahmeprüfung als Wächter.
Luna ist eine sehr gute Freundin von Thalia und Nayade und liebt die Mode.
Nayade ist eine sehr gute Freundin von Thalia und Luna. Auch sie liebt die Mode und stellt gerne Parfüms her.
Menel ist der Vorsitzende des Elfenrats und der Dorfälteste. Er ist schon so alt, dass er aufgehört hat sein Alter zu zählen. Bei Krisensituationen ruft er die Mitglieder des Rats zusammen, um Lösungen für Probleme, wie z. B. Umweltkatastrophen, Unstimmigkeiten etc. zu finden. Manchmal bittet er auch den Schutzgeist Salmacis um Rat.
Fala ist ein Mitglied des Elfenrats und die Heilerin des Dorfes. Sie steht Thalia liebend gerne zur Seite und ist wie eine Mutter.
Phaedon ist ein Mitglied des Elfenrats und ein Spion der Kobolde, der sich hervorragend mit der Kunst der Magie auskennt. Lange Zeit weiß keiner der Elfen von seinen Untaten. Allerdings steht er nicht vollkommen auf der Seite der Kobolde, denn auch er verfolgt das Ziel, Herrscher über das Mittelland zu werden.
Salmacis ist der Schutzgeist der Heiligen Quelle und wacht über das Elfendorf. Sie ist sehr weise und steht dem Volk mit Rat und Tat zur Seite. Menel bittet den Wassergeist als letzte Möglichkeit um Hilfe, wenn der Elfenrat keinen anderen Ausweg mehr weiß. Als Orakel ist Salmacis aber auch Thalia persönlich gerne behilflich und hat mit ihr ein freundschaftliches Verhältnis.
Clover ist eine Wächter-Schülerin der Elfen. In der Zeit, während sie, Rowan und Fern zur Aufnahmeprüfung für den Dienst antreten, verliebt sich Rowan unsterblich in sie.
Fern ist ein Wächter-Schüler und ein guter Freund von Rowan.
Hummler ist, wie der Name schon andeutet, eine Hummel, welche oft mit Rowan spielt und den Elfen bei ihrer Arbeit hilft. Wie alle anderen Insekten und Tiere kann Hummler nicht sprechen, aber dennoch alles verstehen, was zu ihm gesagt wird.

### Kobolde
Die Kobolde gelangten durch einen „unbekannten Zauber“ zum Mittelland, dort wohnen sie in einem dunklen, verdorrten Gebiet. Ihr wahres Koboldreich, aus dem sie herkommen, ist allerdings sehr harmonisch und wunderschön. Anders als die Elfen besitzen die Kobolde keine Flügel.
Daiman, von seinen Leuten auch Oberst Daiman genannt, ist der Oberkommandant der Koboldsoldaten. Zusammen mit seinen Partnern Shil und Balabust versucht er Lord Kanns Befehle so gut es geht zu befolgen. Mit der Zeit kommen er und Thalia sich näher, woraufhin sie sich verlieben und öfters heimlich treffen. Oft verspricht er Thalia, dass er den Elfen nichts zu Leide tun wird, bricht sein Versprechen jedoch immer wieder, was ihre Freundschaft auf die Probe stellt.
Shil ist (vermutlich) die einzige Frau in der ganzen Koboldgruppe. Sie ist sehr dominant und selbstsicher, ihre Kampffertigkeiten sind dabei ausgezeichnet. Ihre Rolle als Soldatin nimmt sie sehr ernst und möchte Lord Kann nicht enttäuschen.
Balabust ist ein sehr guter Freund von Daiman, mit dem er sich auch ein Zimmer teilt. Er ist so ziemlich der Humorvollste in der Gruppe und nimmt seine Rolle nicht immer ernst.
Kann, oder auch Lord Kann, ist der Herr der Kobolde. Sein Ziel ist es, sich das Mittelland eigen zu machen, dabei ist ihm jedes Mittel recht. Er sitzt überwiegend auf seinem Thron und wartet darauf, dass sein Assistent Snakehammer, ein verrückter Erfinder, etwas Neues hervorbringt, das Lord Kann dabei helfen kann, sein Ziel zu erreichen. Oftmals schickt er seine drei besten Krieger, Daiman, Balabust und Shil, zu bestimmten Missionen. Er ist sehr sarkastisch und gnadenlos. Seinen Hausdrachen Creeper jedoch, liebt er sehr.
Snakehammer ist der verrückte Wissenschaftler von Lord Kann und benötigt immer neue Erfindungen, um seinen Befehlshaber zufrieden zu stellen. Viele seiner Erfindungen gehen jedoch nach hinten los.
Creeper ist Kanns kleiner Hausdrache. Sein Herrchen würde nie zulassen, dass ihm etwas zustößt. Snakehammer wird von dem Tier jedoch oft in den Wahnsinn getrieben.

### Trolle
Die Trolle stehen weder auf der Seite der Elfen noch auf der der Kobolde. Sie ziehen ihr eigenes Ding durch und träumen von einer großen Metropole mit allerlei modernen Gerätschaften. Was dabei mit der Natur passiert, ist ihnen gleichgültig. Sie leben auf einem großen Schrottplatz und können aus allem etwas Nützliches anfertigen.
Block, der Kräftige.
Slab, der Mittlere.
Vincent, der Schlanke.
Quake, der Trollkönig.
Jorgle, schmächtig, winzig klein und frech. Wird von Quake oft auf der Schulter getragen und fungiert ihm als Berater.

## Produktion
Mittelland – Die Legende der Elfen entstand als Koproduktion zwischen BAF Berlin Animation Film und dem Animationsstudio Ludewig (Hamburg), zusammen mit Cosgrove Hall Films und den Oniria Pictures. Die Serie basiert auf einer Idee von Sophia Kolokouri. Als Produzenten waren Michael Lessa und John Offord tätig. 
Die musikalische Gestaltung unterlag den Komponisten Andreas Helmle und Sebastian Watzinger.

## Synchronisation
| Rolle       | Englischer Sprecher | Deutscher Sprecher     |
| ----------- | ------------------- | ---------------------- |
| Erzähler    | Stuart Evans        | Erich Räuker           |
| Thalia      | Rachael Lillis      | Tanja Geke             |
| Daiman      | Jack Lingo          | Norman Matt            |
| Phaedon     | Maddie Blaustein    | Gerald Schaale         |
| Kann        | Richard Rae Evans   | Roland Hemmo           |
| Atticus     | Spencer David       | Hans-Werner Bussinger  |
| Balabust    | Pete Zarustica      | Bernd Schramm          |
| Block       | R. O. Hentzau       | Bernhard Völger        |
| Creeper     | Pete Zarustica      |                        |
| Fala        | Helen Mann          | Regina Lemnitz         |
| Jorgle      | Spencer David       | Rainer Gerlach         |
| Luna        | Lisa Ortiz          | Sabine Manke           |
| Menel       | R. O. Hentzau       | Klaus Jepsen           |
| Nayade      | Tara Jayne          | Cathlen Gawlich        |
| Quake       | R. O. Hentzau       | Karl Schulz            |
| Rowan       | Tara Jayne          | David Turba            |
| Salmacis    | Robin Raj           | Arianne Borbach        |
| Shil        | Hadassah O’Toole    | Diana Borgwardt        |
| Slab        | Jimmy Zoppi         | Marco Kröger           |
| Snakehammer | Pete Zarustica      | Hans-Jürgen Dittberner |
| Clover      | –                   | Marie-Luise Schramm    |
| Fern        | –                   | Nico Mamone            |

## Episodenliste

### Staffel 1
| Nummer | Deutscher Titel              | Deutsche Erstausstrahlung (Super RTL) |
| ------ | ---------------------------- | ------------------------------------- |
| 1      | Der Verrat                   | 6. November 2004                      |
| 2      | Angriff der Kobolde          | 7. November 2004                      |
| 3      | Die Trolle                   | 8. November 2004                      |
| 4      | Fala, die Heilerin der Elfen | 9. November 2004                      |
| 5      | Regenmacher                  | 10. November 2004                     |
| 6      | Der grüne Golem              | 11. November 2004                     |
| 7      | Der Geist, den niemand rief  | 12. November 2004                     |
| 8      | Die Käfer-Plage              | 13. November 2004                     |
| 9      | Das Herz des Steins          | 14. November 2004                     |
| 10     | Die Trickser                 | 15. November 2004                     |
| 11     | Jagd auf Creeper             | 16. November 2004                     |
| 12     | Die Zauber-Zutaten           | 17. November 2004                     |
| 13     | Die Monster-AG               | 18. November 2004                     |
| 14     | Eingeschlossen               | 19. November 2004                     |
| 15     | Erleuchtungen                | 20. November 2004                     |
| 16     | Das Geschenk                 | 21. November 2004                     |
| 17     | Der alte Zauberbaum          | 22. November 2004                     |
| 18     | Verwünscht                   | 23. November 2004                     |
| 19     | Frische Landluft             | 24. November 2004                     |
| 20     | Die Geheimwaffe              | 25. November 2004                     |
| 21     | Die Mutprobe                 | 26. November 2004                     |
| 22     | Süße Träume                  | 27. November 2004                     |
| 23     | Der Fremde                   | 28. November 2004                     |
| 24     | Ohne ein Wort                | 29. November 2004                     |
| 25     | Die blaue Wolke              | 30. November 2004                     |
| 26     | Sieg über die Dunkelheit     | 1. Dezember 2004                      |